# Femme assise à la jambe repliée
Femme assise à la jambe repliée est une peinture de 1917 réalisée à la gouache, à l'aquarelle et au crayon noir sur papier par l'artiste expressionniste autrichien Egon Schiele.
Comme son nom l’indique, l'œuvre représente une femme assise. L'épouse d'Egon Schiele, Edith, a servi de modèle pour le tableau, qui utilise une palette de couleurs limitée, un arrière-plan vide et des lignes nettes et tranchantes.
Comme beaucoup d’autres œuvres d'Egon Schiele, Femme assise à la jambe repliée affiche un style distinct qui subvertit les représentations conventionnelles de la beauté et mêle plutôt un sentiment de laideur et de distorsion à une esthétique sensuelle et érotique. L'œuvre se trouve aujourd'hui à la Galerie nationale de Prague, en République tchèque.

## Contexte
En 1907, Schiele commence à fréquenter l'Académie des Beaux-Arts de Vienne. Il y fait la rencontre de Gustav Klimt, qui devient son mentor et lui présente des mécènes, des modèles et le travail d'autres artistes. Schiele forme le New Art Group en 1909 et, en 1910, commence à expérimenter les œuvres de nu qui feront sa renommée. Ses œuvres se caractérisent par une « sexualité ouverte, crue et dérangeante ». L'érotisme flagrant, qui lui a valu de nombreuses critiques de ses contemporains, est associé à une anatomie humaine tordue et à des lignes irrégulières.
En 1915, Schiele épouse Edith (née Harms). De cette époque jusqu'à sa mort en 1918, Edith et sa sœur Adèle serviront de modèles pour les œuvres de Schiele. La période 1915-1918 marque la maturité de Schiele en tant qu'artiste. Il commence à utiliser des lignes infléchies et une approche naturaliste de la figure humaine. 

## Composition
L'œuvre représente une jeune femme dont le modèle est Edith. Assise sur le sol, elle adopte une pose informelle et provocante., En apparence détendu, le modèle de Schiele a pu être décrit, à l'inverse, comme « chargé d'une énergie nerveuse » voire empreint d'une certaine « agressivité ». La jeune femme repose sa tête sur son genou, qui est relevé et plié, tandis que son autre jambe tombe ouverte sur le côté, son jupon est retroussé, elle porte des sous-vêtements et des bas noirs. Ses lèvres sont rouge carmin et ses cheveux rouge-orangé en désordre contrastent avec le vert profond de son haut. Elle établit un contact visuel direct et suggestif avec l'observateur,.
Pour cette œuvre, Schiele utilise la technique de la gouache, de l'aquarelle et du crayon noir sur papier. Les cheveux, la peau et les vêtements du sujet ont une apparence tachetée en raison des longs coups de pinceau visibles et apparemment appliqués rapidement par Schiele. L'incorporation par Schiele d'une « tonalité expressive et de traits visibles réalisés à la gouache » contribue à compléter la présence visuelle de la Femme assise. L'expressivité des lignes et des marques de la pièce a été obtenue par l'application par Schiele d'une « peinture assez sèche, en frottis » et l'utilisation de « brosses rigides et de différentes quantités d'eau à chaque endroit ». Les cheveux de la jeune femme ont par exemple été peints avec une peinture plus fluide que ses bas.
L'arrière-plan forme un espace vide ou négatif autour du sujet, typique des sujets dans l'art de Schiele, qui se trouvaient souvent « suspendus dans le vide, sans arrière-plan pour indiquer la profondeur au-delà des bords de la figure elle-même ». La palette est limitée au crème, au blanc, au noir, au vert, au rouge et à l'orange. 

## Analyse
L'œuvre de Schiele a été classée dans le mouvement de l'expressionnisme autrichien, qui rejetait les représentations conventionnelles de la beauté et fondait son langage pictural sur des éléments de laideur et des émotions exagérées. Schiele sera l'un des principaux promoteurs de ces caractéristiques, « introduisant le concept provocateur de la combinaison inédite de la forme et de l'émotion ».
Dans cette veine, Schiele « étudiait et mettait en scène les poses de ses modèles au point d'obtenir un effet déformé, voire grotesque », perturbant ainsi la dichotomie entre beauté et laideur. Femme assise à la jambe repliée suit le même chemin. Au lieu de créer un « portrait flatteur et pudique » d'Edith, l'œuvre choisit de représenter son sujet dans une pose controversée et suggestive et de créer un sentiment d'inachevé par le raccourcissement et l'utilisation de lignes tendues et nerveuses. Bien qu'illustratif, le travail de Schiele sur cette œuvre était en conflit avec les styles de peinture conventionnels.
L'œuvre fait partie de la collection d'estampes et de dessins de la Galerie nationale de Prague, en République tchèque.